# ارفع اطرایی
ارفع اطرایی (زادهٔ ۸ تیر ۱۳۲۰ در تهران) مؤلف و پژوهشگر موسیقی ملی ایران و نخستین بانوی مدرس و نوازندهٔ سنتور اهل ایران است.

## زندگی‌نامه
ارفع اطرایی در ۸ تیر سال ۱۳۲۰ در تهران متولد شد. در سال ۱۳۳۰ به هنرستان موسیقی ملی راه یافت. از جمله استادان او می‌توان به «روح‌الله خالقی»، «حسین صبا»، «مصطفی کمال پورتراب»، «فرامرز پایور» و «محمود کریمی» اشاره نمود. وی در سال ۳۸–۱۳۳۷ تحصیلات آکادمیک خود را در هنرستان عالی موسیقی به پایان رساند. او از شاگردان ممتاز و مورد تأیید استادانی همچون حسین صبا، و فرامرز پایور بوده‌است.
وی دارای مدرک درجه یک هنری از وزارت فرهنگ است. او در زمینهٔ معرفی و شناساندن ارزش‌های موسیقی اصیل ایرانی خصوصاً ردیف‌ها و دستگاه‌های موسیقی ملی و سنتور نوازی معاصر و همچنین آثار و اندیشه‌های موسیقی‌دانانی نظیر «فرامرز پایور» و «حسین صبا» سال‌ها تلاش نموده و تألیفات و مجموعه آثاری را به جامعه موسیقی کشور ارائه داده‌است.
مهر ۱۳۹۰ در مراسم اختتامیه دوازدهمین جشن خانه موسیقی، از ارفع اطرایی به همراه ۸ بانوی هنرمند موسیقی دیگر تقدیر شد و تندیس‌های جشن خانه موسیقی به ایشان اهداء شد.
همچنین در اردیبهشت ۱۳۹۱ بزرگداشت ارفع اطرایی تحت عنوان «مراسم نکوداشت مقام نخستین بانوی مدرس موسیقی ایرانی و نوازنده برجسته سنتور» برگزار شد.

## آثار
تألیفات
- ۱. «فرهنگ موسیقی ایران» (۱۳۶۰)، باز نشر ۱۳۷۱[۷]
- ۲. «سنتور و ناظمی» (۱۳۶۳)، باز نشر ۱۳۷۰[۸]
- ۳. «دوازده مقام موسیقی ملی ایران» (۱۳۶۹)[۹]
- ۴. «زندگی و آثار حبیب سماعی» (۱۳۷۱)، باز نشر ۱۳۷۹[۱۰]
- ۵. «بوی جوی مولیان: افسانه‌های موسیقی ایران» (۱۳۸۱)[۱۱]
- ۶. ویرایش «خودآموز سنتور حسین صبا» (۱۳۸۱)[۱۲]
- ۷. «هفت دستگاه و پنج آواز موسیقی ایرانی» (۱۳۸۲)[۱۳]
- ۸. «سازشناسی ایرانی» به همراه «محمد رضا درویشی» ۱۳۸۵[۱۴]
- ۹. «آثار و معارف پایور» (۱۳۸۹)[۱۵][۱۶]

از جمله فعالیت‌های هنری ارفع اطرائی می‌توان به: نوازندگی با «سنتور کروماتیک» و «سنتور کروماتیک باس» در ارکستر صبا به رهبری حسین دهلوی و سنتور باس در ارکستر فرامرز پایور و «سنتور سل کوک» و «لا کوک» در تکنوازی‌ها و همنوازی‌های متعدد اشاره کرد. وی از سال ۱۳۵۳ سرپرست گروه موسیقی تالار رودکی (وحدت) بوده و با هنرمندانی چون: محمد موسوی، امیرناصر افتتاح، لطف‌الله مجد، نادر گلچین و خاطره پروانه همکاری کرده‌است. او همچنین به عنوان یکی از زنان نام‌آور ایران از طرف دفتر مشارکت زنان امور ریاست جمهوری شناخته شده‌است؛ و عضو هیئت مدیرهٔ اولین دورهٔ کانون پژوهشگران خانه موسیقی ایران و عضو شورای فنی هنرستان موسیقی پسران و دختران و دانشگاه علمی کاربردی می‌باشد. هم چنین وی منتخب «برگزیده جشنواره موسیقی بانوان» مرداد ۱۳۸۴ شورای شهر تهران و منتخب «بازنشسته نمونه ملی» سازمان مدیریت و برنامه‌ریزی کشور در شهریور ۸۴ و منتخب وزارت فرهنگ و ارشاد اسلامی بعنوان «پیشکسوت نمونه» در شهریور ۱۳۸۴ می‌باشد.

## سفرها
وی سفرهای متعددی به جهت اجرای کنسرت و شناساندن ظرافت‌ها و ارزش‌های موسیقی اصیل ایران به کشورهای: پاکستان (۱۳۳۹), ایتالیا (۱۳۴۲), افغانستان (۱۳۴۸), ترکیه (۱۳۴۹), بحرین (۱۳۵۱), آمریکا (۱۳۵۴), عراق (۱۳۵۴), کرواسی (۱۳۷۳), بوسنی و هرزگوین (سارایوو) (۱۳۷۳), و کویت (۱۳۸۶) داشته‌است.
او همچنین مقاله‌هایی پیرامون شناساندن اندیشه و آثار فرامرز پایور نوشته‌است. وی همچنان مشغول تدریس سنتور است و تاکنون شاگردان بسیاری را پرورش داده‌است.